# Binson-et-Orquigny
Binson-et-Orquigny est une ancienne commune française située dans le département de la Marne en région Grand Est.
Le 1er janvier 2023, elle devient commune déléguée de Cœur-de-la-Vallée.

## Géographie
Situé entre deux coteaux de vignes couronnés de forêts, le village est traversé dans toute sa longueur par un ruisseau, le Ru de Camp. 15 ponts enjambent le ruisseau.
|                     | Châtillon-sur-Marne |                        |
| Châtillon-sur-Marne | Binson-et-Orquigny  | Villers-sous-Châtillon |
|                     | Œuilly              | Reuil                  |

## Urbanisme

### Typologie
Binson-et-Orquigny est une commune rurale, car elle fait partie des communes peu ou très peu denses, au sens de la grille communale de densité de l'Insee,,,.
Par ailleurs la commune fait partie de l'aire d'attraction d'Épernay, dont elle est une commune de la couronne. Cette aire, qui regroupe 45 communes, est catégorisée dans les aires de 50 000 à moins de 200 000 habitants,.

### Occupation des sols
L'occupation des sols de la commune, telle qu'elle ressort de la base de données européenne d’occupation biophysique des sols Corine Land Cover (CLC), est marquée par l'importance des territoires agricoles (72,7 % en 2018), une proportion sensiblement équivalente à celle de 1990 (71,9 %). La répartition détaillée en 2018 est la suivante :
cultures permanentes (47,7 %), terres arables (19,1 %), forêts (19 %), zones urbanisées (8,2 %), zones agricoles hétérogènes (5,9 %). L'évolution de l’occupation des sols de la commune et de ses infrastructures peut être observée sur les différentes représentations cartographiques du territoire : la carte de Cassini (XVIIIe siècle), la carte d'état-major (1820-1866) et les cartes ou photos aériennes de l'IGN pour la période actuelle (1950 à aujourd'hui).

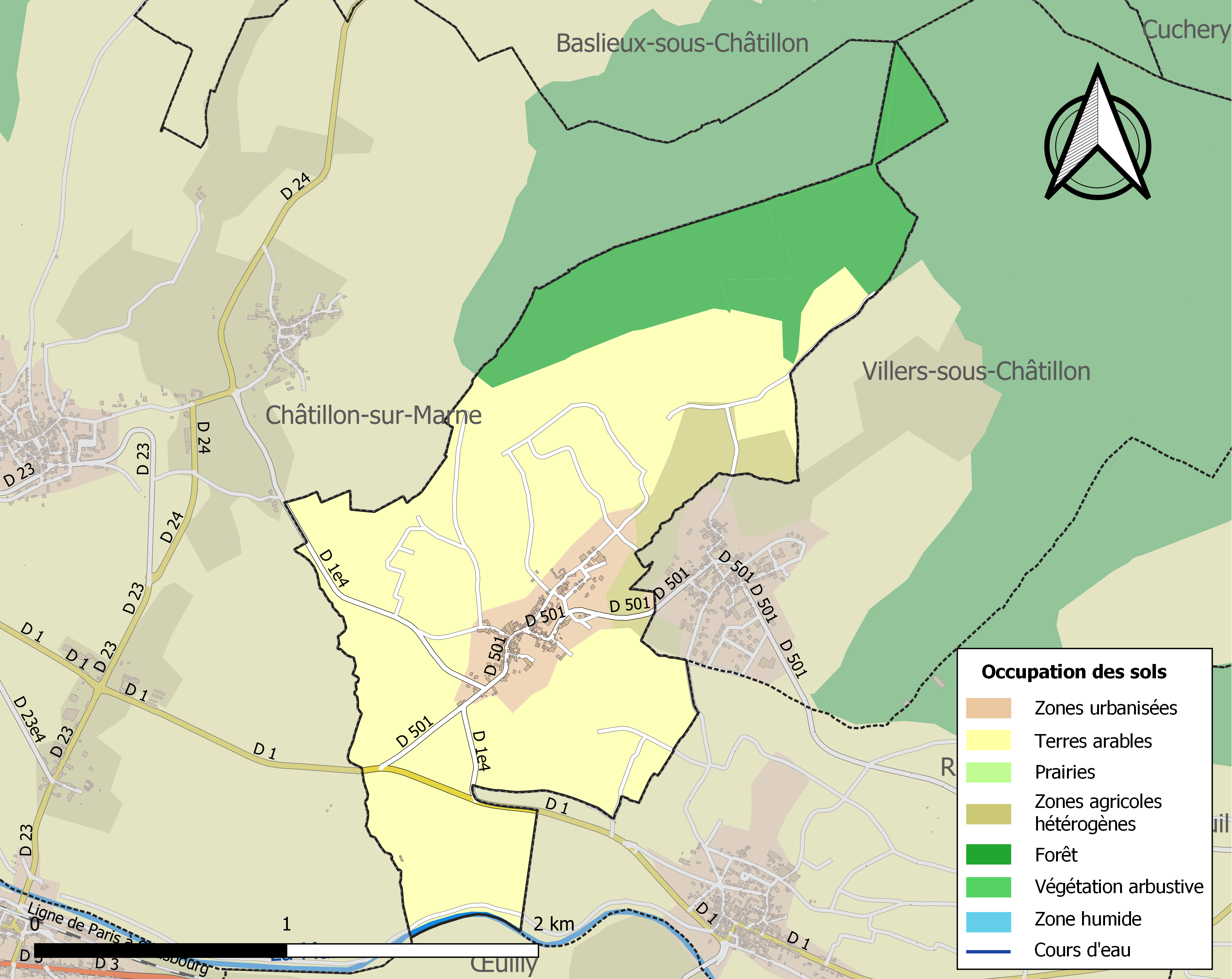
Carte des infrastructures et de l'occupation des sols de la commune en 2018 (CLC).

## Histoire
Binson était un village important à l'époque romaine car il se trouvait sur un des côtés du pont de pierre qui traversait la Marne. Au prieuré à Binson un vicus actif du Ier au Ve mis en évidence par la découverte des stèles de deux sépultures paléochrétiennes qui se trouvent au prieuré. Sur le site Orme au blocs des fouilles de 1954 ont mis au jour des traces d'habitats comme : four de potier et bronzier, cave, des poteries et un ollis de Maximien Hercule. D'autres fouilles de 1986, 1979 et 1956 découvrirent des habitats et fours de potiers, en 2001 on découvrit 50 000 pièces de monnaie qui comprenaient presque exclusivement des pièces de Tetricus Ier et Tetricus II.
Le pont était sur la route qui reliait Reims à Orléans. C'était aussi le lieu d'un important port sur la rivière. Il était alors mentionné comme Baginsonensis ou Basionensis. En 853, Charles le Chauve réunit la pagus de Baginsonensis au comte de Reims par un cartulaire. Mais aussi dans un précepte que Tilpin obtint de Carloman et nommant le port sur la Marne.
Le pont fut détruit par le comte de Rethel lors de combats entre la maison de Châtillon et le comte de Champagne en 1228. La dernière mention du pont en pierre date de 1437.
Une autre bataille entre le duc Henri de Guise et des Allemands eut lieu à Binson où était alors un bac, le 10 octobre 1575, ce serait à cette occasion qu'il héritait de sa célèbre balafre.
Au XIXe siècle, le ru de Camp actionnait encore cinq moulins.
La commune est décorée de la Croix de guerre 1914-1918 le 30 mai 1921.
À la suite de l'arrêté préfectoral du 28 septembre 2022 portant création de la commune nouvelle de Cœur-de-la-Vallée, Binson-et-Orquigny devient une commune déléguée au 1er janvier 2023.

## Politique et administration
Sous l'Ancien Régime, le village dépendait du présidial de Château-Thierry et de la coutume de Vitry.
Par décret du 29 mars 2017, la commune est détachée le 31 mars 2017 de l'arrondissement de Reims pour intégrer l'arrondissement d'Épernay.

### Intercommunalité
La commune a rejoint le 31 décembre 2012 la communauté de communes des Deux Vallées (Marne) (CC2V).
Elle était jusqu'alors membre de la communauté de communes du Châtillonnais (destinée à fusionner avec la communauté de communes Ardre et Tardenois dans le cadre de la réforme des collectivités territoriales afin de former la communauté de communes Ardre et Châtillonnais),.

### Liste des maires
| Période                                  | Période                      | Identité         | Étiquette | Qualité                        |
| ---------------------------------------- | ---------------------------- | ---------------- | --------- | ------------------------------ |
| avant 1874                               | après 1876                   | Bouchel          |           |                                |
| Les données manquantes sont à compléter. |                              |                  |           |                                |
|                                          | 2005                         | Jean-Marie Rigot | UMP       |                                |
| 2005                                     | 2008                         | Christiane Rigot |           |                                |
| 2008                                     | 2010                         | Patrick Cailleux |           |                                |
| 2010                                     | En cours (au 4 juillet 2014) | David Quatrevaux |           | Réélu pour le mandat 2014-2020 |

## Démographie
L'évolution du nombre d'habitants est connue à travers les recensements de la population effectués dans la commune depuis 1793. Pour les communes de moins de 10 000 habitants, une enquête de recensement portant sur toute la population est réalisée tous les cinq ans, les populations de référence des années intermédiaires étant quant à elles estimées par interpolation ou extrapolation. Pour la commune, le premier recensement exhaustif entrant dans le cadre du nouveau dispositif a été réalisé en 2004.

En 2020, la commune comptait 166 habitants, en évolution de −4,05 % par rapport à 2014 (Marne : −1,19 %, France hors Mayotte : +2,11 %).
| 1793 | 1800 | 1806 | 1821 | 1831 | 1836 | 1841 | 1846 | 1851 |
| ---- | ---- | ---- | ---- | ---- | ---- | ---- | ---- | ---- |
| 446  | 469  | 521  | 499  | 530  | 561  | 543  | 544  | 534  |

| 1856 | 1861 | 1866 | 1872 | 1876 | 1881 | 1886 | 1891 | 1896 |
| ---- | ---- | ---- | ---- | ---- | ---- | ---- | ---- | ---- |
| 484  | 502  | 504  | 438  | 491  | 470  | 473  | 503  | 479  |

| 1901 | 1906 | 1911 | 1921 | 1926 | 1931 | 1936 | 1946 | 1954 |
| ---- | ---- | ---- | ---- | ---- | ---- | ---- | ---- | ---- |
| 447  | 453  | 407  | 413  | 420  | 391  | 349  | 352  | 362  |

| 1962 | 1968 | 1975 | 1982 | 1990 | 1999 | 2004 | 2006 | 2009 |
| ---- | ---- | ---- | ---- | ---- | ---- | ---- | ---- | ---- |
| 397  | 385  | 382  | 208  | 206  | 185  | 159  | 156  | 177  |

| 2014 | 2019 | 2020 | - | - | - | - | - | - |
| ---- | ---- | ---- | - | - | - | - | - | - |
| 173  | 164  | 166  | - | - | - | - | - | - |

## Culture locale et patrimoine

### Lieux et monuments
- Le village très fleuri a été récompensé, en 1998, par une troisième fleur, après 25 années de fleurissement.
- Les ponts fleuris du Ru de Camp.
- Le prieuré de Binson.
- Début 2017, la commune est « réputée sans clochers »[20].

### Personnalités liées à la commune
- Louis Marie Gaussart (1773-1838), général de brigade des armées de la République et de l'Empire.